# REpont

REpont Rückgabestelle

REpont ist der Name für ein Pfand- und Rückgabesystem für Getränkeverpackungen in Ungarn. Manchmal wird auch alternativ der englische Begriff DRS (Deposit Return System) benutzt.

## Geschichte
In Ungarn wurde das System am 1. Januar 2024 durch eine Regierungsverfügung gemäß des Gesetzes Nr. 450/2023 (X. 4.) eingeführt.
Betrieben wird das System von dem Unternehmen MOHU (MOL Hulladékgazdálkodási Zrt.), einer Abfallverwertungsfirma, die ein Tochterunternehmen des Mineralölkonzerns MOL ist.
Ungarn war das 14. Mitgliedsland der Europäischen Union, das ein verpflichtendes Pfand auf Getränkeverpackungen eingeführt hat.

## Verpackungen und Pfandgebühr
Das Rückgabesystem umfasst Getränkeverpackungen aus Kunststoff, Metall oder Glas mit einem Volumen zwischen einem Deziliter und 3 Litern. Ausgenommen sind Milch und Produkte auf Milchbasis, Produkte, von denen nicht mehr als 5000 Einheiten pro Jahr verkauft werden, Produkte in speziell geformter Verpackung und solche, deren Selbstkostenwert das Fünfhundertfache der Pfandgebühr übersteigt.
Bei den meisten Getränkeverpackungen handelt es sich um Einwegverpackungen, für die einheitlich  eine Pfandgebühr in Höhe von 50 Forint festgelegt wurde. Es gibt jedoch auch Mehrwegverpackungen, bei denen die Pfandgebühr vom Vertreiber der Produkte festgelegt wird. Im zweiten Fall muss ein Mehrwegschild auf der Getränkeverpackung vorhanden sein und die Höhe des Pfandes beziffert werden.

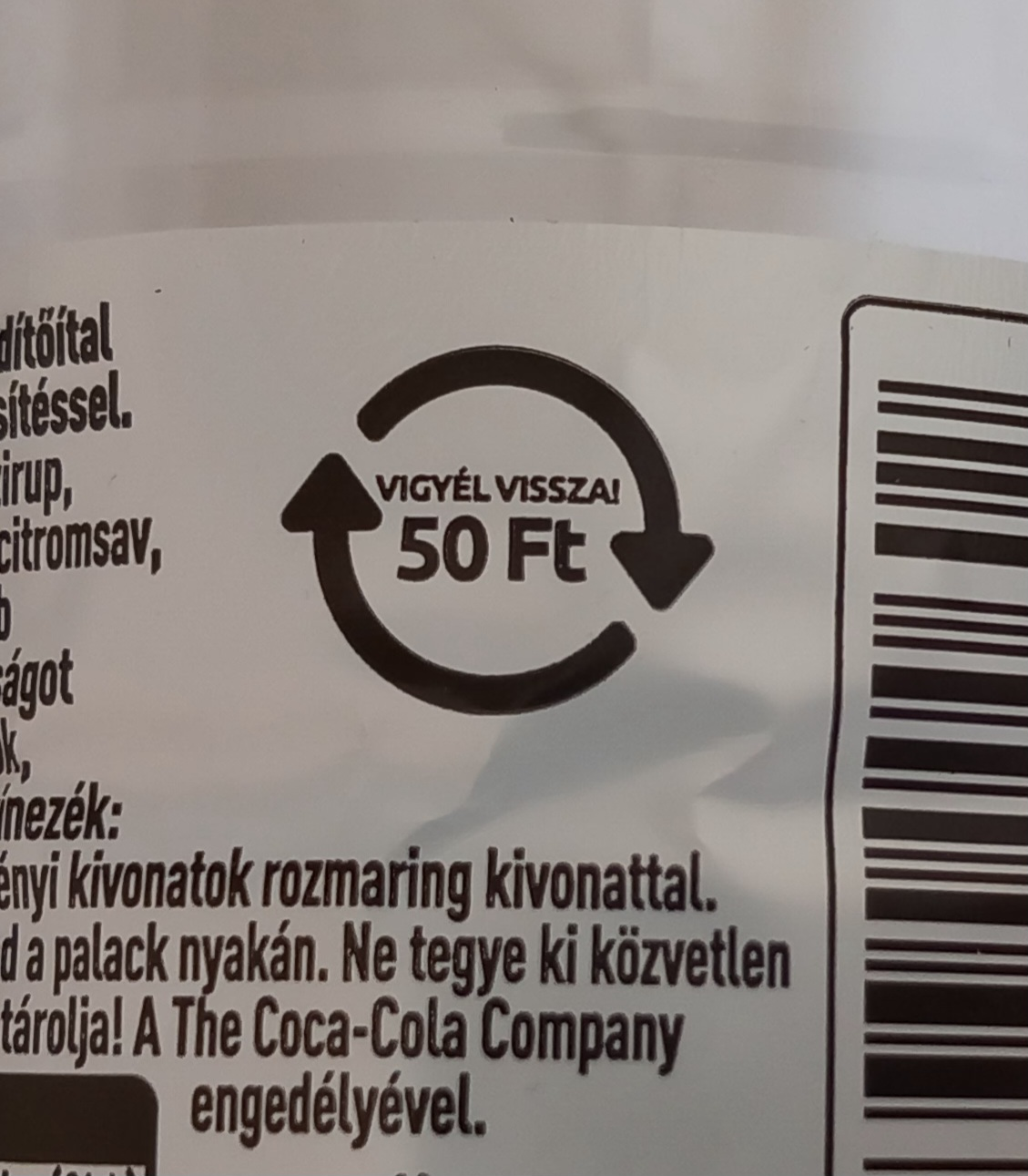
Einwegpfand (50 Forint), Symbol mit zwei Pfeilen, die einen Kreis bilden
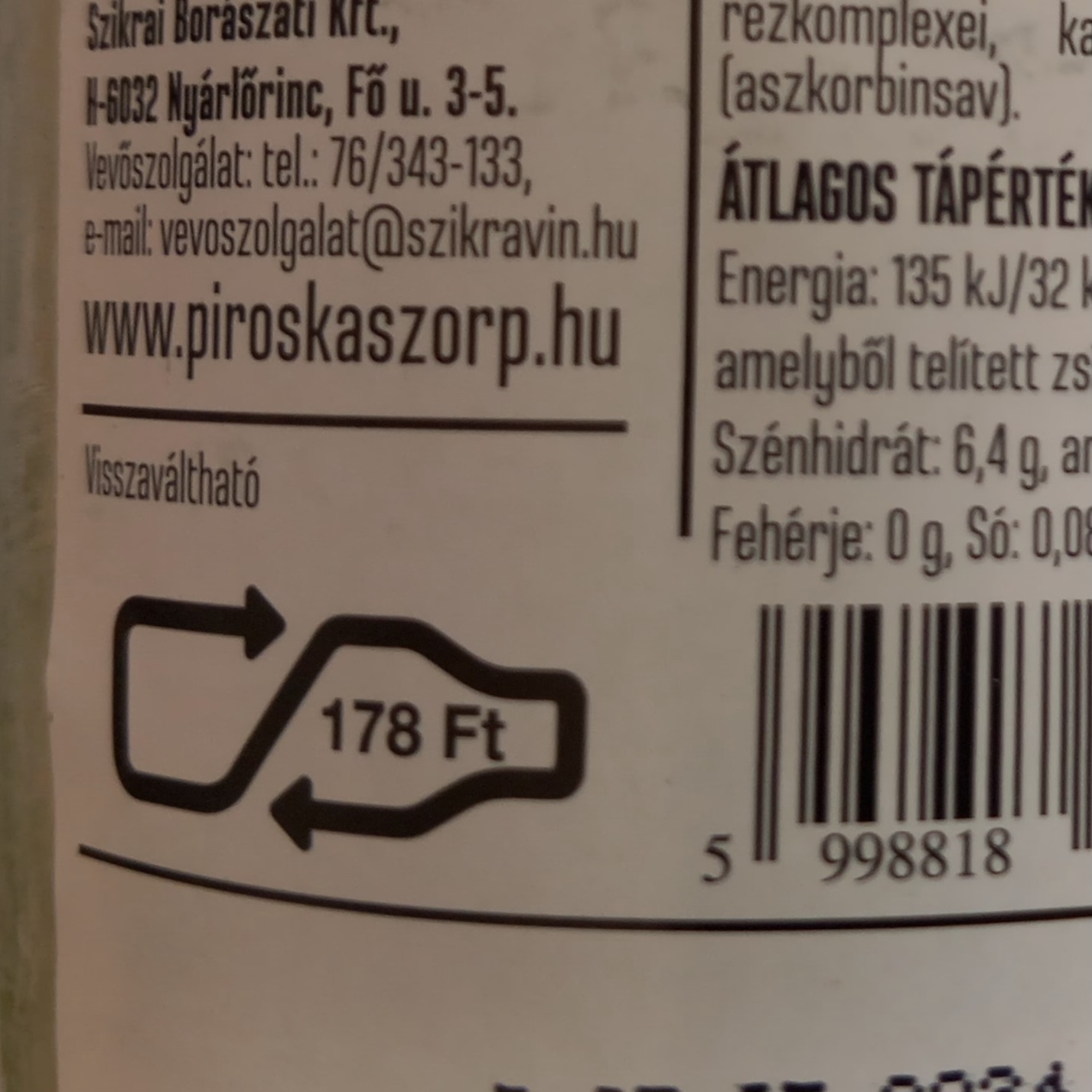
Mehrwegpfand (178 Forint), Symbol in Form einer liegenden Flasche
Liste verschiedener Pfandgebühren

## Rückgabemöglichkeiten
Lebensmittelgeschäfte, die eine Verkaufsfläche von mehr als 400 m² haben, sind verpflichtet, einen oder mehrere Rückgabeautomaten aufzustellen oder eine manuelle Rückgabestelle einzurichten. Kleinere Geschäfte sind verpflichtet, die Verpackungen manuell zurückzunehmen, solange sie diese selbst verkaufen. Bei großen Supermärkten finden sich die Rückgabeautomaten meist außerhalb des Geschäfts.

## Pfandeinlösung

Pfandbon

Es gibt drei Möglichkeiten der Pfandeinlösung:
- Ein Pfandbon, der direkt im Geschäft eingelöst werden kann
- Das Pfandgeld kann für wohltätige Zwecke gespendet werden.
- Nach einer Registrierung kann mit Hilfe einer App auf einem Mobilgerät das Pfandgeld auf ein Bankkonto überwiesen werden.

Seit Beginn des Wohltätigkeitsprogamms bis zum 31. Januar 2025 wurden insgesamt 136.851.920 Forint für Kinderkrankenhäuser gespendet.

## Ziele
Die Einführung des Pfandsystems soll die Recyclingquote erhöhen, und durch die Sortierung bei der  Sammlung sollen die Recyclingmöglichkeiten deutlich verbessert werden. Das Ziel ist eine Sammelquote von über 90 Prozent innerhalb von drei Jahren zu erreichen. Im September 2024 wurden täglich ungefähr 6 Millionen Getränkeverpackungen zurückgegeben, was rund 70 Prozent aller produzierten Getränkeverpackungen entspricht.
Das Unternehmen MOHU strebt an, in jeder Siedlung mit mehr als 1000 Einwohnern mindestens einen  Rückgabepunkt zu schaffen.